# Асандр II
Асандр II (др.-греч. Ἄσανδρος; погиб в 14 до н. э.) — царь Боспора (ок. 17—14 до н. э.).

## Биография
Большинство исследователей считают Асандра II сыном Асандра и Динамии. Вероятно, он родился в конце 40-х годов до н. э. Длительное время его ассоциировали с Аспургом (известным как Рескупорид I), будущим основателем новой династии. В настоящее время доказано, что это разные персоны.
Наверное, после смерти отца около 17 года до н. э. Асандр II стал соправителем своей матери. Однако так как совместных монет Динамии и Асандра II до сих пор не обнаружено, предполагается, что Асандр II мог быть «младшим» царём. После восхождения на трон Скрибония относительно судьбы Асандра II также мало сведений: выдвигаются версии относительно сохранения последним статуса младшего царя.
В 15 году до н. э. Скрибоний был убит . Вероятно, главой заговора был Асандр II. Он попытался сопротивляться римскому ставленнику Полемону I, которого Октавиан Август назначил царём Боспора. В итоге в 14 году до н. э. Асандр II погиб при неизвестных обстоятельствах, а боспорская знать покорилась правителю Римской империи.